# Синтур (мини-футбольный клуб)

Старый логотип клуба

МФК «Синтур» — российский мини-футбольный клуб из Екатеринбурга. Основан в 1997 году. В 2006—2009 годах играл в Высшей лиге, втором дивизионе в структуре российского мини-футбола, после чего прекратил выступления на профессиональном уровне, сосредоточившись на выступлениях детских команд разных возрастов. В сезонах 2022/23 и 2023/24 играл в Первой лиге. В сезоне 2024/25 вновь играет в Высшей лиге.

## История
Мини-футбольная школа «Синтур» основана в 1997 году как секция футбола на базе общеобразовательной школы №48 Верх-Исетского района города Екатеринбурга. Были набраны две группы детей 1985 и 1986/1987 годов рождения. Основателями школы являются мастер спорта,неоднократный призер Чемпионатов России в составе «ВИЗа» Алексей Суворов, а также руководитель транспортной компании «Синтур-Транс» Эдуард Съедин. В 2004 году на основе воспитанников последних лет был создан мини-футбольный клуб «Синтур», его возглавил тренерский тандем: Суворов Алексей и Ахтямзянов Олег. В первый же сезон МФК «Синтур» занял первое место в Чемпионате России 2004-2005 гг. по мини-футболу среди команд второй лиги. Команда одержала 16 побед при двух ничьих и двух поражениях. В сезоне 2005/2006 дебютант первой лиги уверенно одержал победу и в этом дивизионе, из 28 игр уступив лишь в одной, оторвавшись от ближайших соперников (БГПУ из Уфы) на 16 очков, при абсолютно лучшей разнице мячей 134-60.Таким образом за два года, преодолев две лиги регионального уровня, команда получила статус профессиональной.
В свой первый сезон новичок высшей лиги МФК «Синтур» занял 5 место, пройдя в зону плей-офф, где по сумме двух встреч в 1/4 финала проиграл опытной иркутской «Звезде» (4:0; 4:6, 0:4 в доп. время). Следующий год получился более удачным: команда заняла второе место в регулярном Первенстве и, дойдя до финала плей-офф, лишь там уступила более мастеровитому московскому «Спартаку». В сезоне 2008/2009 года МФК «Синтур» занял в высшей лиге лишь девятое место, после чего было принято решение распустить профессиональную команду и сосредоточить внимание и финансовые возможности на выступлениях детских команд.
В сезоне 2024/25 клуб объявил о возвращении в Высшую лигу.

## Выступления в Чемпионатах России
| Сезон     | Лига                                                                              | Занятое место            |
| --------- | --------------------------------------------------------------------------------- | ------------------------ |
| 2006-2007 | Высшая Лига (II)                                                                  | 5 (плей-офф: 1/4 финала) |
| 2007-2008 | Высшая Лига (II)                                                                  | 2 (плей-офф: 2 место)    |
| 2008-2009 | Высшая Лига (II)                                                                  | 9                        |
| 2022-2023 | Первая Лига (III) (зона «Урал и Западная Сибирь», дивизион «Центр»)               | 5                        |
| 2023-2024 | Первая Лига (III) (зона «Уральский, Сибирский, Приволжский ФО», дивизион «Центр») | 2                        |
| 2024-2025 | Высшая Лига (II) (зона «Восток»)                                                  | 11                       |

## Достижения
- Серебряный призёр Высшей лиги: 2007-2008
- Серебряный призёр Кубка Урала по мини-футболу среди любительских команд: 2020